# 彦根港

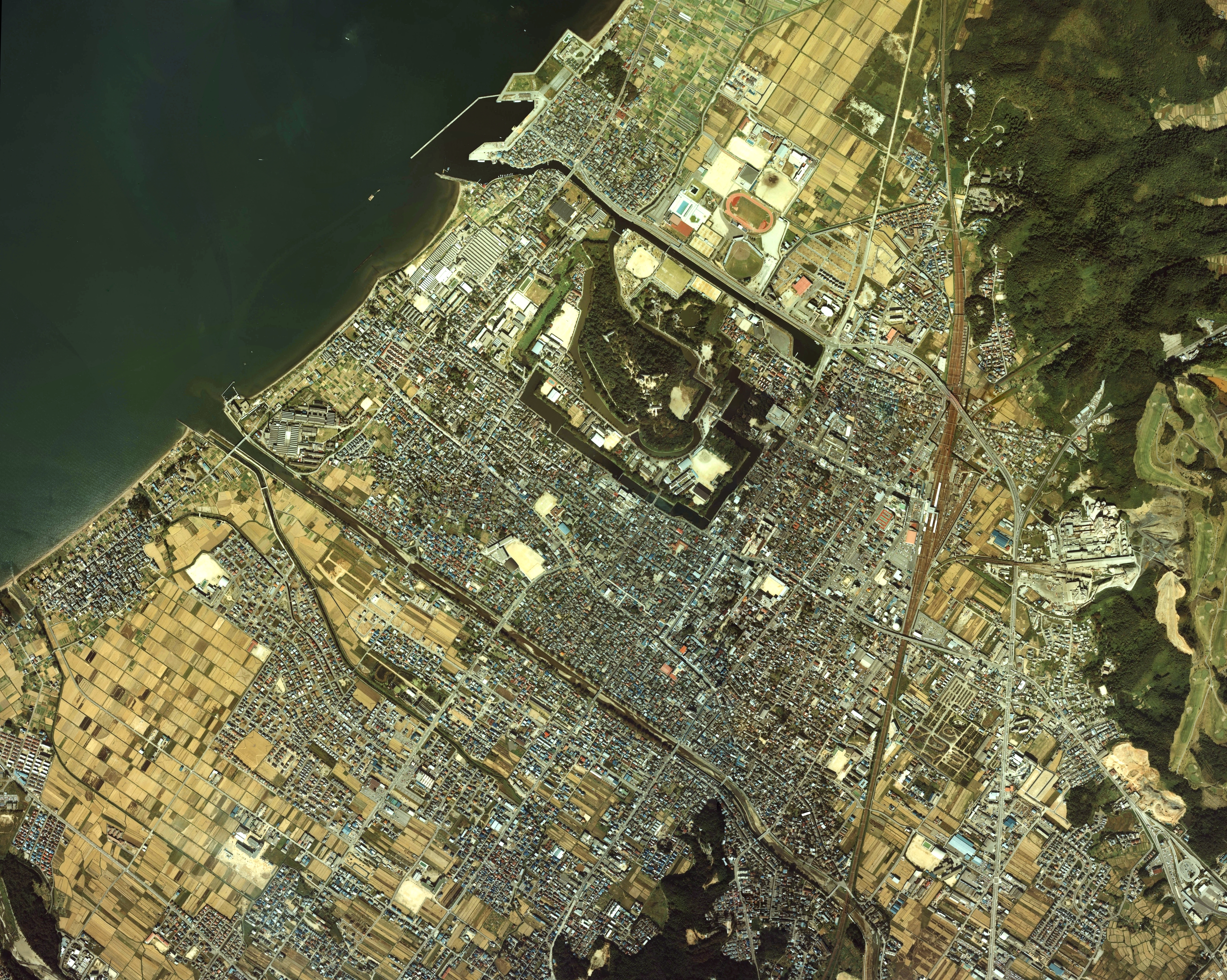
1982年の彦根城周辺。中央上が新港、右へ伸びるのが水路と旧港

彦根港（ひこねこう）は、滋賀県彦根市にある地方港湾。港湾管理者は滋賀県。
琵琶湖東部の彦根市の湖岸に位置する港湾である。南東側には彦根城がある。港奥からは1.4 km内陸の船町に設けられた船溜まりまで水路が伸びており、1967年に湖岸に設けられた新港湾に移転するまではこの船溜まりが彦根港であった。琵琶湖舟運が盛んであった時代は、拠点港として栄えたが、戦後は遊覧船が発着する観光港となっている。岸壁にはオーミマリン彦根港営業所（観光船のりば）が設けられているほか、亀の井ホテル彦根（旧・かんぽの宿）が隣接している。北側の湖岸は松原水泳場となっている。
2015年度の発着数は1,772隻（165,129総トン）、利用客数は10,008人（乗込人員50,235人、上陸人員49,773人）である。

## 航路
近江鉄道子会社の近江トラベルがオーミマリンとして遊覧船を運航している。定期遊覧船のほか、桜シーズンは花見船、夏期はビアクルーズ船の運航もある。

### オーミマリン

#### 竹生島めぐり

##### 運行中の航路
- 彦根港 - 竹生島港
- 彦根港 - 海津大崎（直行：桜シーズンのみ）

1日4往復（4月の桜シーズンは2往復）を運航する。桜シーズンは［彦根港 - 海津大崎］間の直通航路が設定される。

##### 休止中の航路
- 彦根港 - 竹生島港 - 奥琵琶湖マキノグランドパークホテル桟橋

予約運航路線となっているが、2018年（平成30年）9月に台風21号による被害が発生したため、この航路は無期運休となった。

#### 多景島めぐり
- 彦根港 - 多景島

1日1往復のみ運航。冬期（12月 - 翌年2月）・4月の桜シーズン・びわ湖大花火大会開催日は運休する。

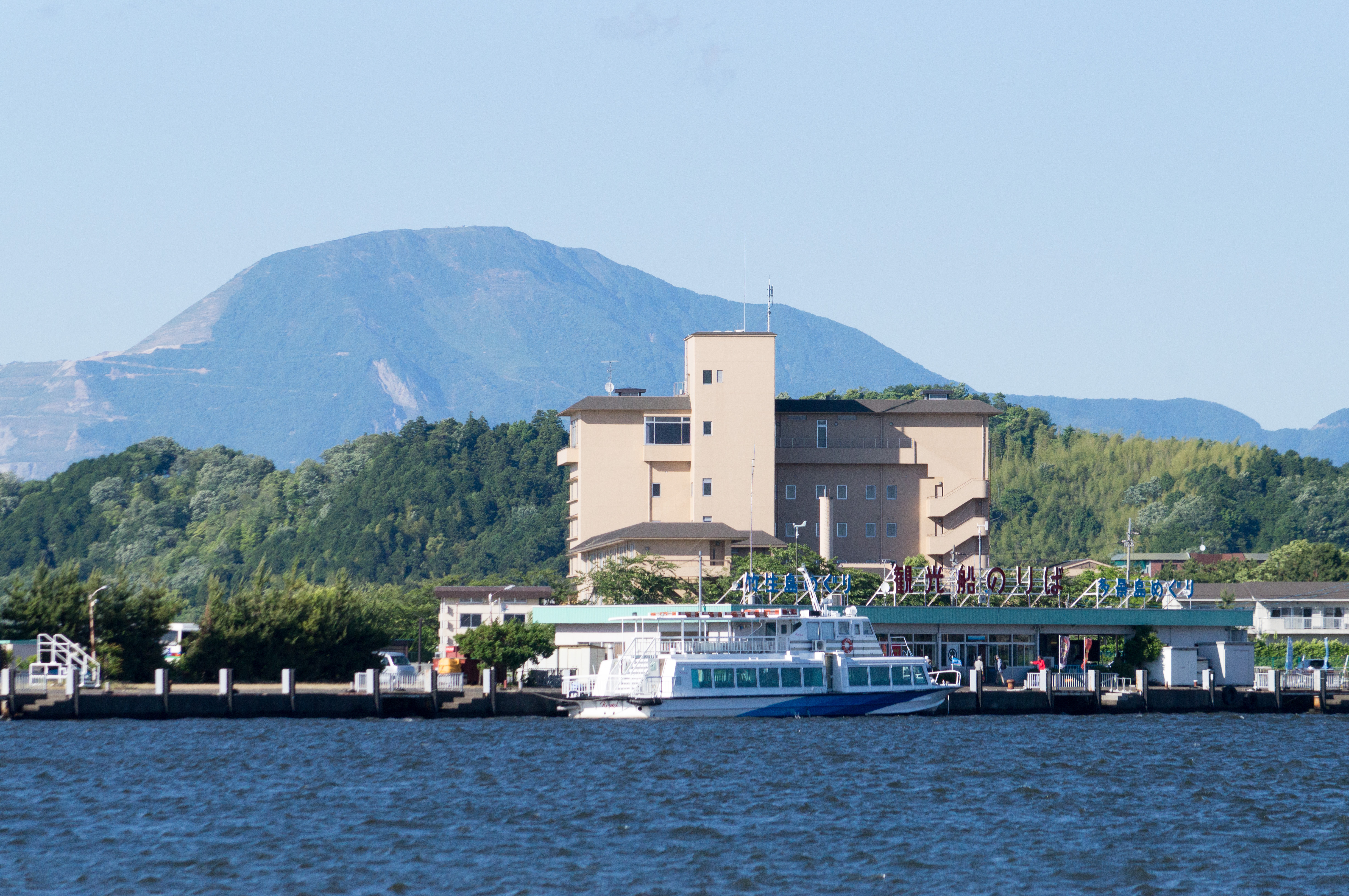
彦根港観光船のりば（2017年6月）

## 交通
湖国バスが彦根駅無料シャトルバスを土曜・日曜・祝日に運行している。
- 彦根駅（西口6番のりば） - 彦根港